# Тённис, Фердинанд
Фердинанд Тённис (нем. Ferdinand Tönnies; 26 июля 1855, Ольденсворт — 9 апреля 1936, Киль) — немецкий социолог и криминолог, один из родоначальников профессиональной социологии в Германии, сторонник «понимающей социологии», основатель «формальной социологии».

## Биография
Родился 26 июля 1855 года в деревне около небольшого городка Ольденсворт в Шлезвиг-Гольштейне. Из семьи фермера. Жил в маленьком городке Хузум.
Тённис получил всестороннее образование. Он изучал философию, историю, классические языки, археологию, экономику и статистику в университетах Йены, Бонна, Лейпцига, Берлина и Тюбингена. В Тюбингенском университете в 1877 году получил степень доктора философии в области классической филологии.
Большую часть жизни проработал в университете г. Киль. В 1881 году ему присвоено звание приват-доцента. Звание полного профессора ему присвоили только в 1918 году, в возрасте 63 лет, через два года после того, как он вышел на пенсию.
С 1930 член Социал-демократической партии Германии.
После Первой мировой войны он еще преподавал, пока в 1933 году нацисты не отстранили его от преподавания. Тённис был либералом, симпатизировал социалистам и очень интересовался рабочим движением. Приказать или запретить ему что-либо было нельзя, так как он был к тому времени уже ученым с мировым именем, поэтому его и уволили. Он удалился в свой «серый городок» Хузум на берегу моря. Умер 9 апреля 1936 года в городе Киль.

## Методология
Один из создателей формальной школы. Попытался одним из первых создать единую и логически стройную систему понятий, представить эту науку как многоуровневую.
Тённис различал чистую, прикладную и эмпирическую социологию. Первая анализирует общество в состоянии статики, вторая — динамики, третья исследует факты жизни современного общества на основе статистических данных. Эмпирическую социологию называл социографией.
Выделял два типа общества, два типа общественных связей — общинные и общественные, и три типа форм социальной жизни: 1. отношения (Verhaltnisse), 2. совокупности (Samtschaften), 3. корпорации (Korperschaften), или соединения (Verbande) (союзы (Bunde), объединения (Vereine), товарищества (Genossenschaften)).
По главной концепции Тённиса общество заключает в себе различные отношения и объединения людей и является таким образом продуктом человеческой воли. Индивидуальные выражения воли объединяются в коллективную волю и тем самым в социальную структуру. Тённис различает «волю» двух типов: а) естественную — основа «гемейншафта» (общины) и б) рациональную — основа «гезельшафта» (общества). Первая характеризует прежде всего традиционное общество, а вторая — индустриальное. Такие общества отличаются друг от друга на основе доминирующих в них норм.
Гемейншафт характеризует традиционное общество, которое основывается на тесных семейных отношениях, на нормах любви, взаимопонимания и защиты. Социальные связи базируются на родстве, общности локуса и языка. Такую организацию совместной жизни можно назвать «естественным» обществом, базирующимся на «естественной воле».
Гезельшафт представлен в современном индустриальном обществе, которое базируется на экономических, безличных и искусственных отношениях, на нормах экономической ценности, труда и потребления, а также на связях, которые относятся к общественному классу и экономическим соглашениям. Это деловая организация, в которой преобладает «рациональная воля».
Типология гемейншафт — гезельшафт применяется весьма часто и в современной социологии, особенно при сравнении сельских и городских общностей.

## Сочинения

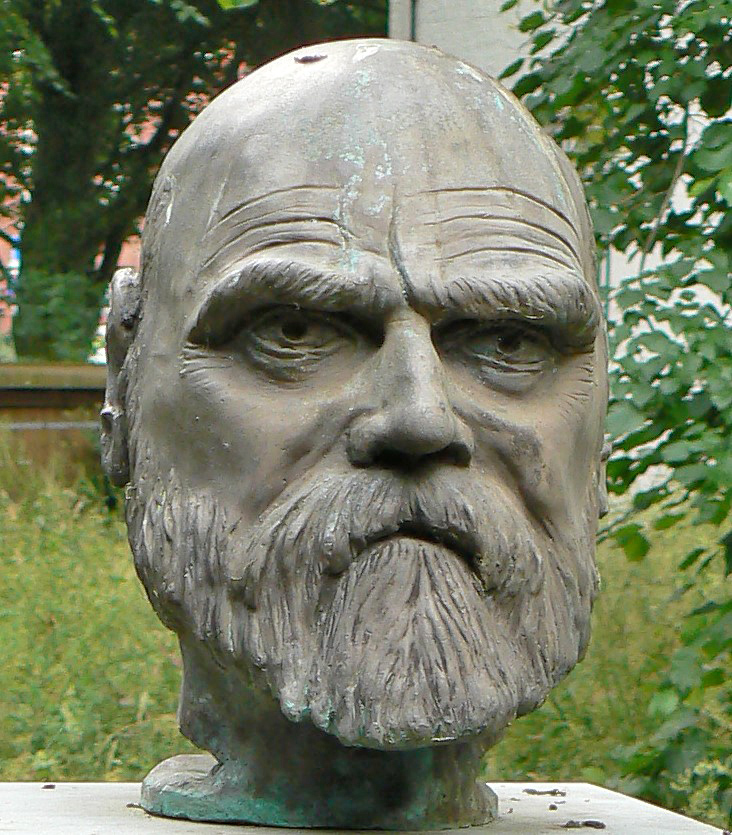
Мемориальный бюст Фердинанда Тённиса. Скульптор Раймунд Киттль, открыт 14 сентября 2005 года.

- Эволюция социального вопроса / Проф. [д-р] Ферд. Теннис; Пер. с нем. Н.Г.; Под ред. В. В. Битнера. — СПб.: «Вестник знания», 1908. — 80 с.
- Общность и общество. Основные понятия чистой социологии = Gemeinschaft und Gesellschaft. Grundbegriffe der reinen Soziologie. — М.: Фонд Университет, СПб.: Владимир Даль, 2002. — 450 с.
- «Преступность как социальное явление» (1909)
- «Мораль» (1909)
- Thomas Hobbes, der Mann und der Denker. — Leipzig 1912.
- Marx. Leben und Lehre. — Jena 1921
- «Критика общественного мнения» (1922)
- «Собственность» (1926)
- «Прогресс и социальное развитие» (1926)
- «Введение в социологию» (1931)